# Lewis Bayly
Lewis Bayly (talvez nascido em Llanelli, País de Gales, ou talvez perto Biggar, Escócia, desconhecido anos, morreu em Bangor, País de Gales, 26 de outubro de 1631) foi um bispo anglicano.